# Dolná Krupá
Dolná Krupá (německy Unterkrupa, někdy také Niederkrombach, maďarsky Alsókorompa) je obec na Slovensku v okrese Trnava. V roce 2021 zde žilo 2 453 obyvatel. První písemná zmínka o obci pochází z roku 1113.
V obci stojí klasicistní kaštel z 18. století.

## Poloha
Obec se nachází v severozápadní části Podunajské pahorkatiny, asi 10 km severně od Trnavy, v nadmořské výšce 192 m. Téměř stejná vzdálenost dělí obec od nejvyššího vrchu Malých Karpat – Záruby. Katastr obce hraničí na severu s Horní Krupou, na severozápadě s obcí Horné Dubové, z východní strany je Dolné Dubové a Špačince. Západní hranici tvoří území Bohdanovec nad Trnavou.

## Osobnosti
- Marie Henrieta Chotková (1863–1946), pěstitelka růží

## Galerie

Dolná Krupá
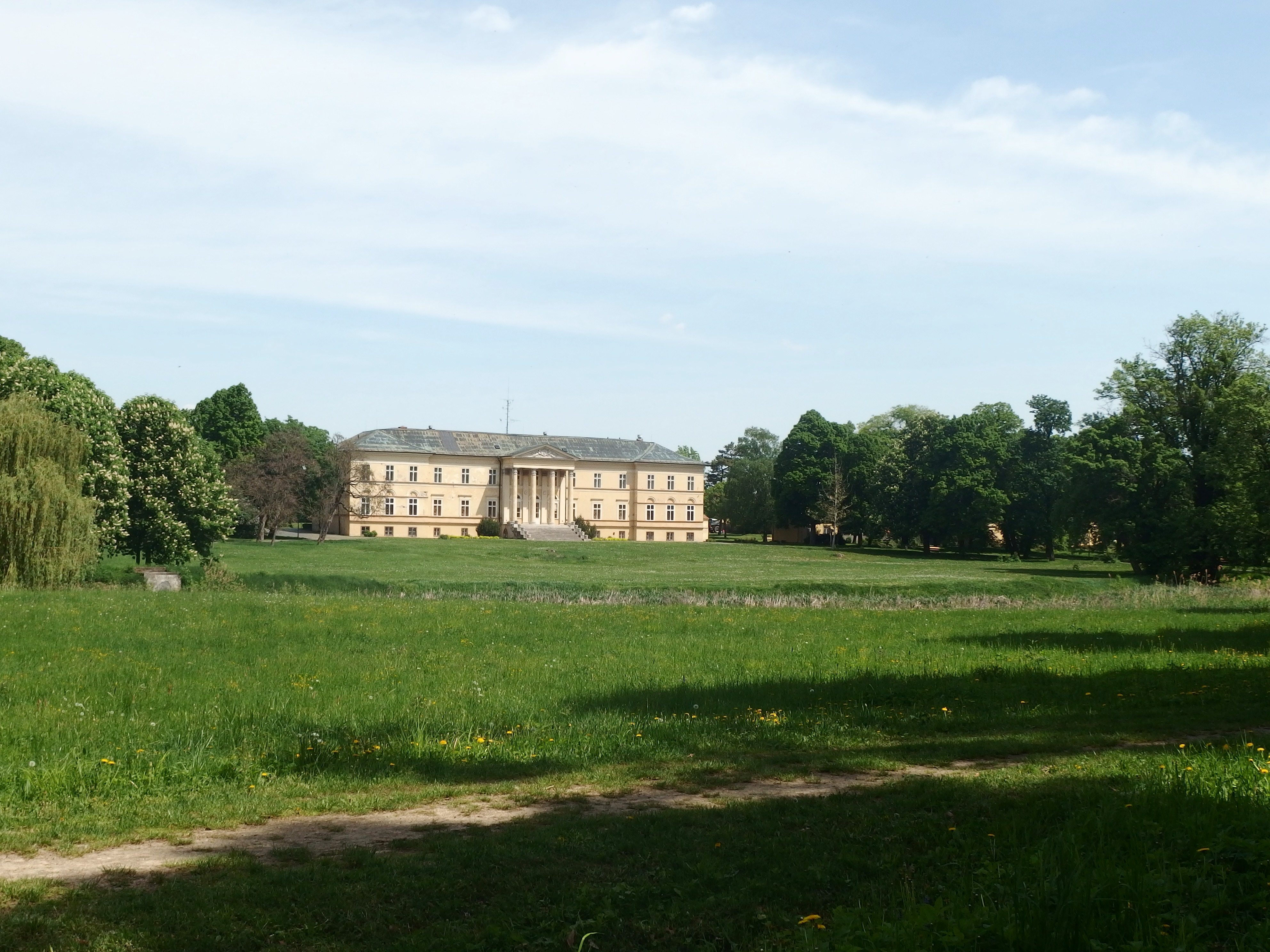
Zámek
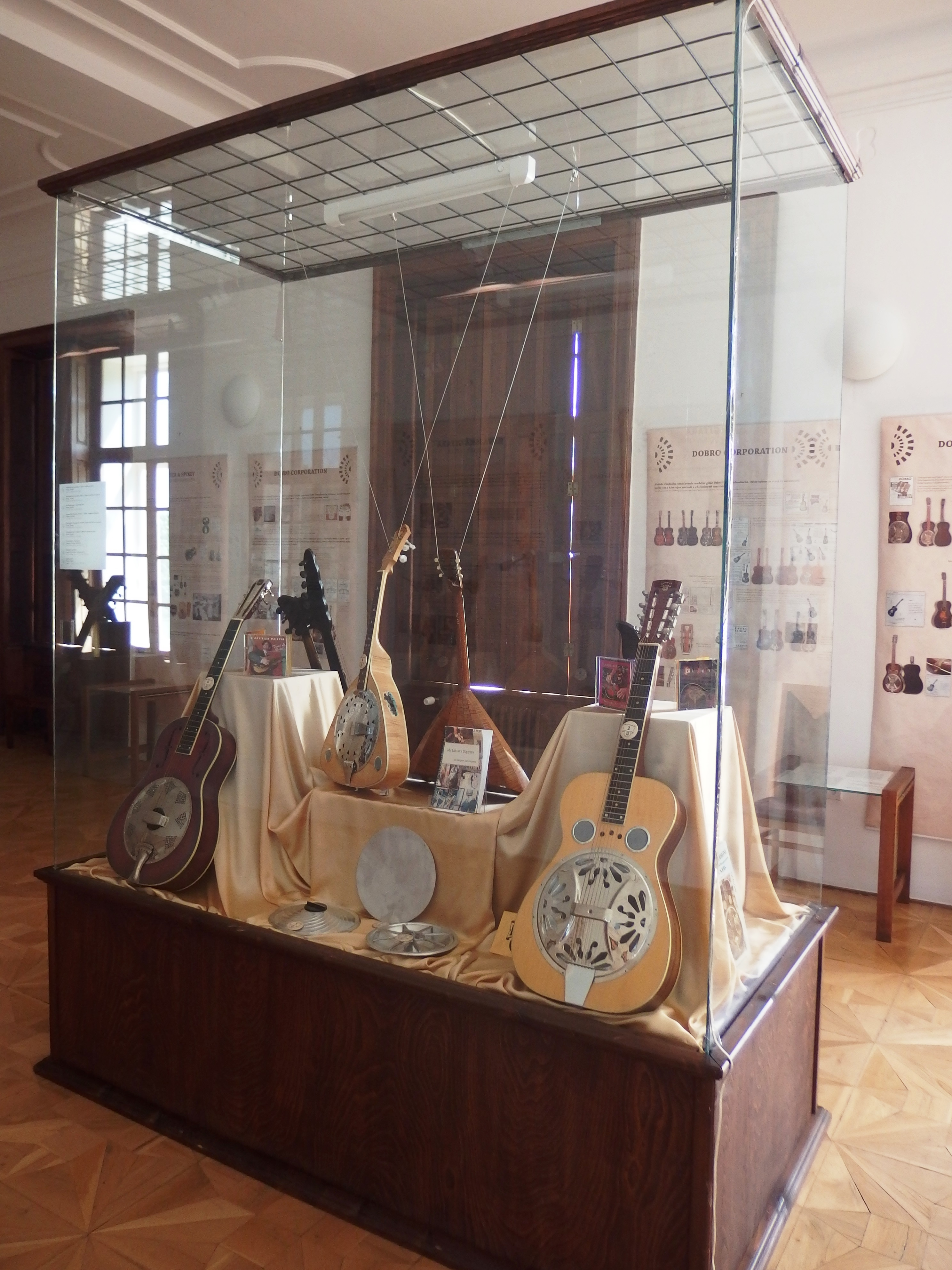
Zámek - expozice
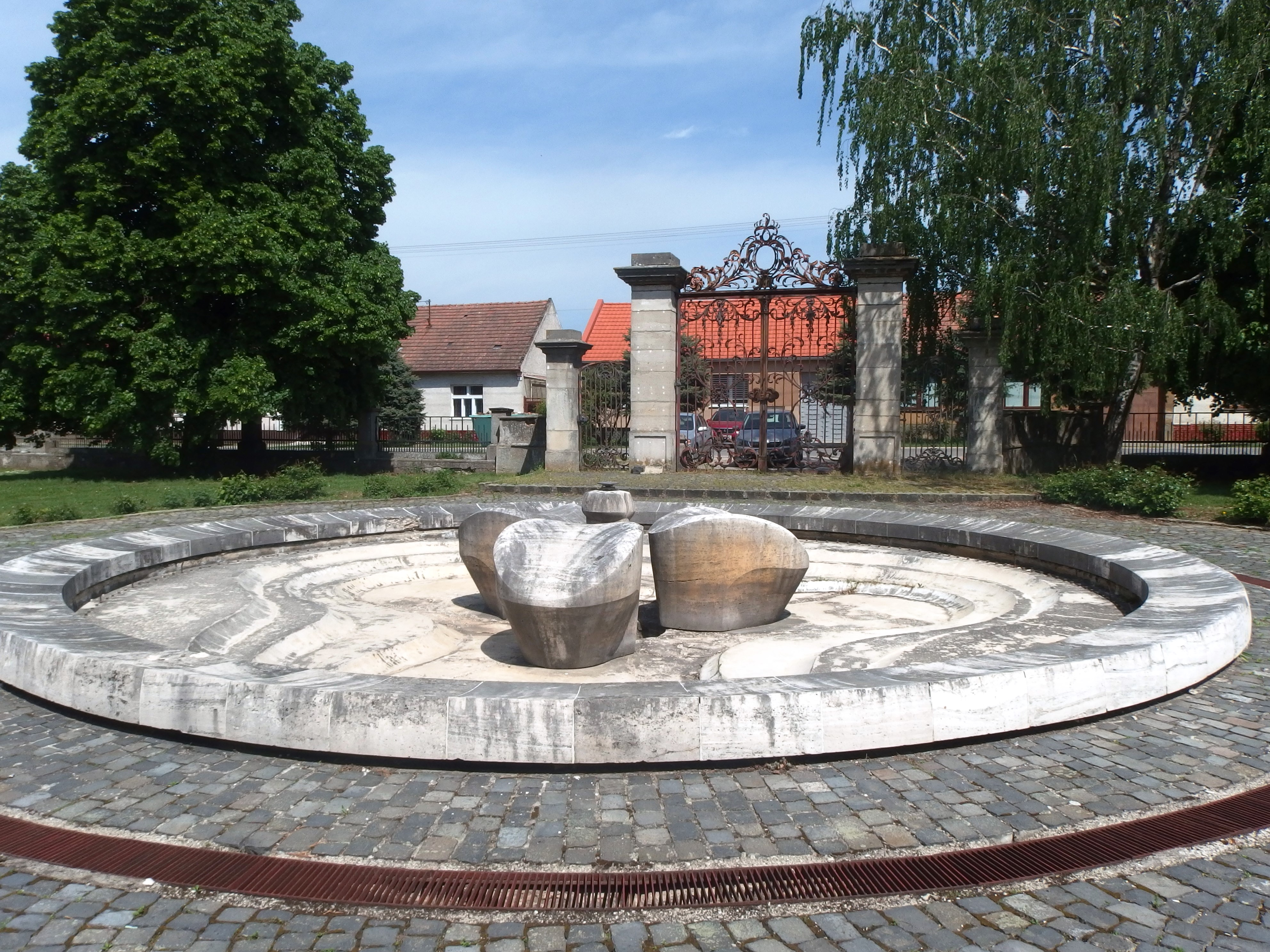
Zámecká fontána
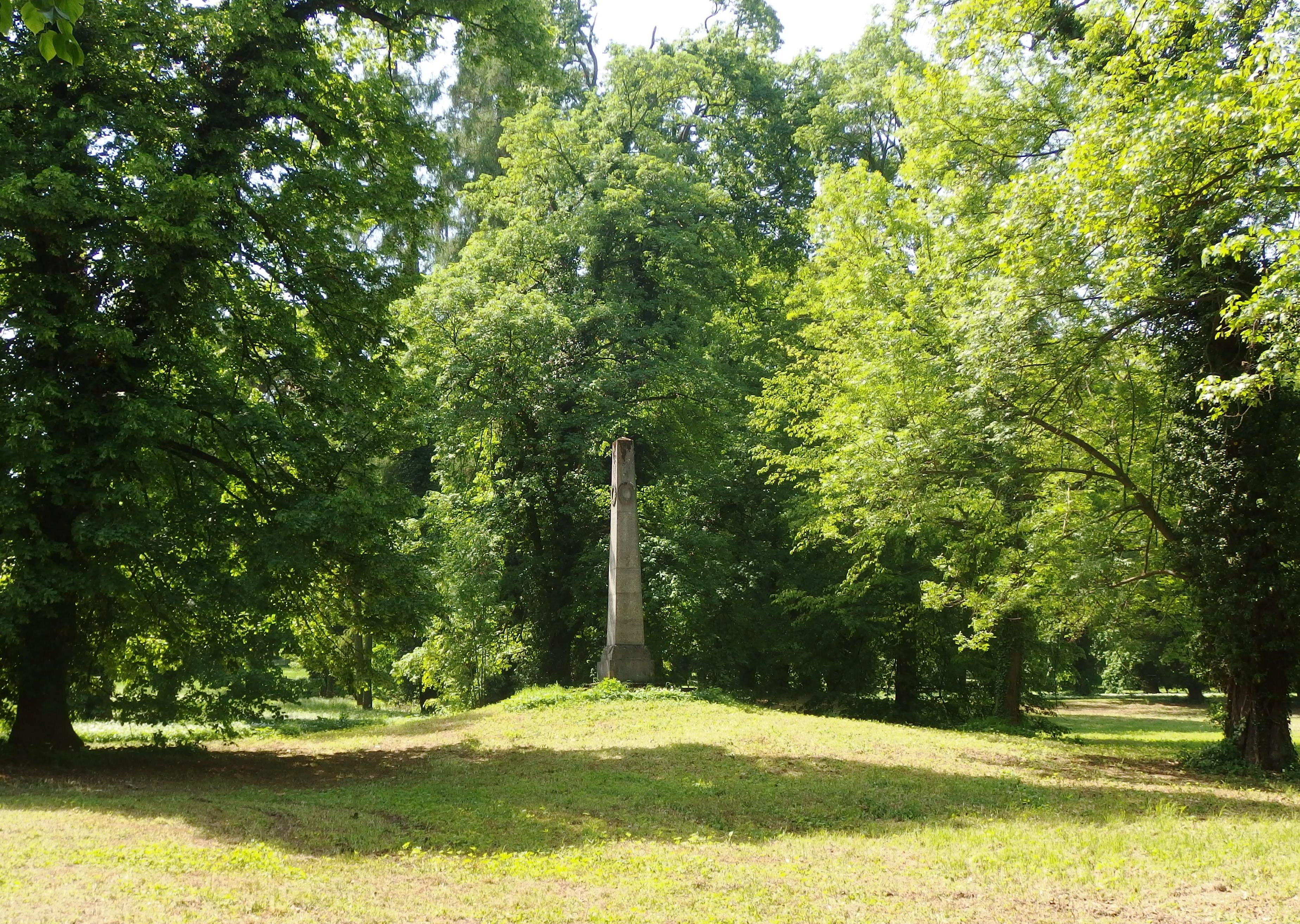
Zámecký park
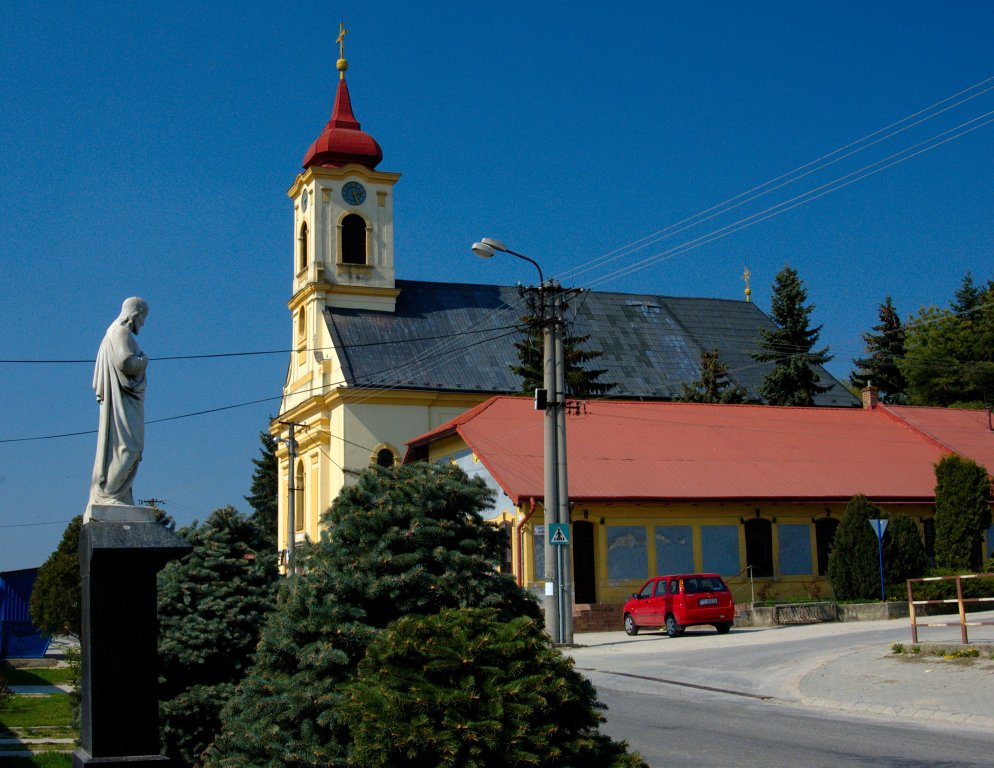
Kostel sv. Ondřeje